# Orchestina bonaldoi
Espèce
Orchestina bonaldoi est une espèce d'araignées aranéomorphes de la famille des Oonopidae.

## Distribution
Cette espèce est endémique du Brésil. Elle se rencontre dans les États de Bahia et d'Amazonas.

## Description
La femelle holotype mesure 1,32 mm.

## Étymologie
Cette espèce est nommée en l'honneur d'Alexandre Bragio Bonaldo.

## Publication originale
- Izquierdo & Ramírez, 2017 : Taxonomic revision of the jumping goblin spiders of the genus Orchestina Simon, 1882, in the Americas (Araneae: Oonopidae). Bulletin of the American Museum of Natural History, no 410, p. 1-362 (texte intégral).